# Женщина дела
«Женщина дела» («женщина, крутившая романы») (англ. A Woman of Affairs) — художественный немой фильм, романтическая драма режиссёра Кларенса Брауна, снятая на киностудии Metro-Goldwyn-Mayer в 1928 году. Главные роли исполнили Грета Гарбо и Джон Гилберт.

## Сюжет
В Диану влюблены два молодых человека: Невилл и Дэвид. Диана любит Невилла и собирается за него замуж, но его отец расстраивает свадьбу, и отправляет сына в Египет. Дэвид, воспользовавшись обидой Дианы, сумел уговорить девушку стать его женой.

## В ролях
- Грета Гарбо — Дайана Меррик Фёрнесс (англ. Diana Merrick Furness)
- Джон Гилберт — Невилл «Невс» Холдернесс (англ. Neville "Nevs" Holderness)
- Льюис Стоун — Доктор Хью Тревельян (англ. Dr. Hugh Trevelyan)
- Джонни Мак Браун[англ.] — Дэвид Фёрнесс (англ. David Furness)
- Дуглас Фэрбенкс младший — Джеффри Меррик (англ. Jeffry Merrick)
- Хобарт Босворт[англ.] — Сэр Мортон Холдернесс (англ. Sir Morton Holderness)
- Дороти Себастиан — Констанция (англ. Constance)